# Президентство Джорджа Герберта Вокера Буша
Президентство Джорджа Герберта Вокера Буша розпочалося опівдні EST 20 січня 1989 року, коли Джордж Буш був приведений до присяги в якості 41-го президента Сполучених Штатів, і закінчилося 20 січня 1993 року. Буш республіканець, вступив на посаду після переконливої перемоги над демократом Майклом Дукакісом на президентських виборах 1988 року. Після поразки його змінив демократ Білл Клінтон, який переміг на президентських виборах 1992 року.

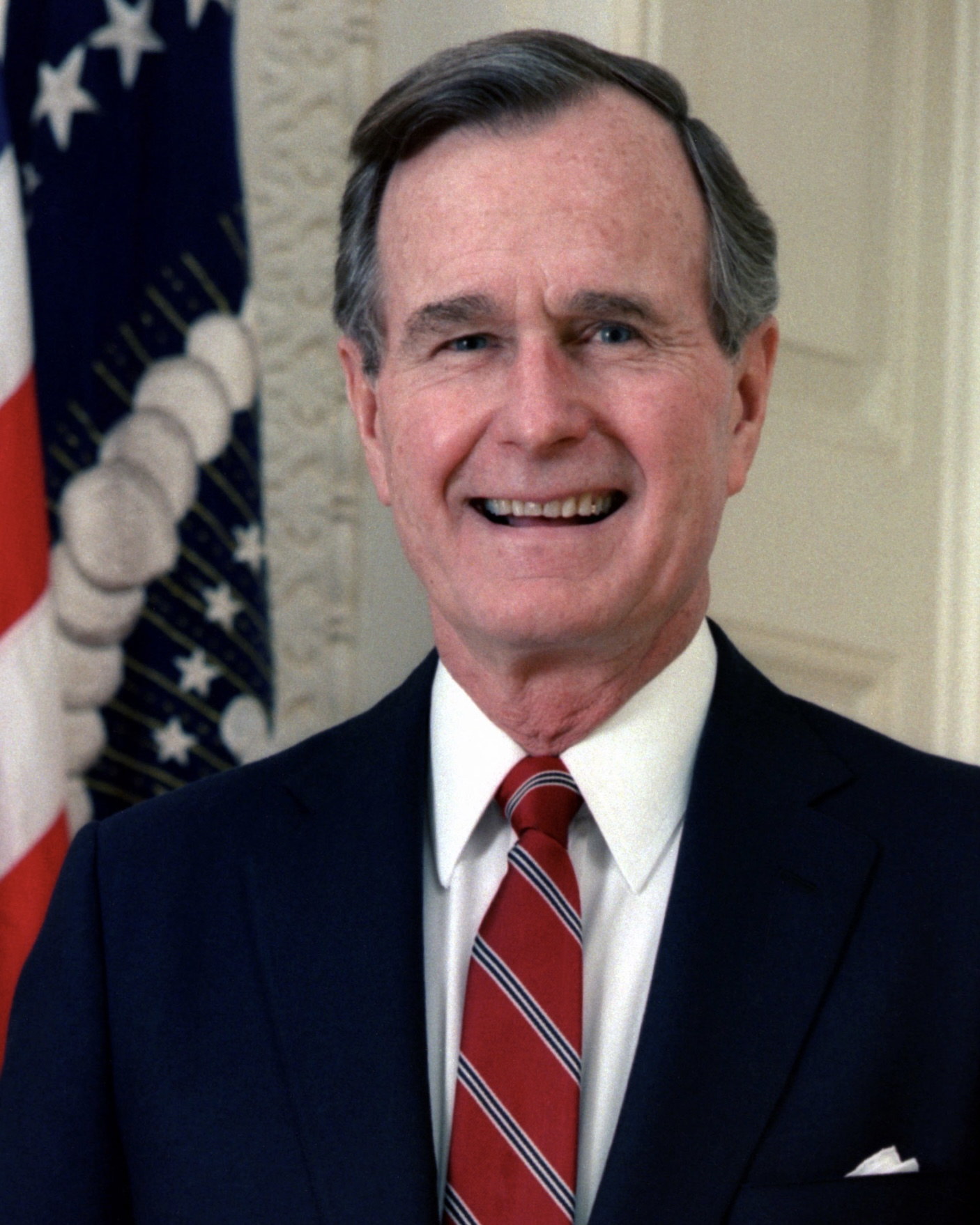
41 Президент США (1989—1993) Джордж Герберт Вокер Буш.

Міжнародні справи президентства Буша, орієнтувалися на закінчення холодної війни та нову еру відносин США та Радянського Союзу. Після падіння Берлінської стіни Буш успішно наполягав на возз'єднанні Німеччини. Він також очолив міжнародну коаліцію країн, які змусили Ірак відмовитися від Кувейту, і здійснив американське військове вторгнення в Панаму. Хоча вона не була ратифікована до його президентства, Буш підписав Північноамериканську угоду про вільну торгівлю, яка створила тристоронній торговий блок, що складається з США, Канади та Мексики. У внутрішніх справах Буш зіткнувся з великим дефіцитом федерального бюджету, який зріс утричі з 1980 року. Незважаючи на те, що він зобов'язався не підвищувати податки, Буш погодився на бюджет з підконтрольним Демократам Конгресом, який збільшив податки та скоротив витрати. Буш призначив двох суддів Верховного суду, Девіда Сутера, який врешті-решт став членом ліберального блоку Суду, та Кларенса Томаса, який став одним із найконсервативніших суддів своєї епохи.
Після перемоги США у війні в Перській затоці Буша вважали вірогідним переможцем у переобранні, але Клінтон значною мірою переміг Буша, зосередившись на економіці. Незважаючи на свою поразку, Буш пішов з посади з 56-відсотковим рейтингом затвердження роботи, і він залишався популярним серед громадськості до смерті в 2018 році. Історики, як правило, розглядають Буша як пасивного, відданого президента, який був «успішним у закордонних справах, але розчаруванням у внутрішніх справах». За опитуваннями істориків та політологів Буш в загальному оцінюється як середній президент.

## Президентські вибори 1988 року
Будучи на різних урядових посадах, посаді директора ЦРУ, Буш домагався кандидатури на президентство на республіканських праймеріз 1980 року. Він зазнав поразки від Рональда Рейгана, колишнього консерватора з Каліфорнії. Прагнучи збалансувати кандидатуру з ідеологічним помірником, Рейган вибрав Буша своїм напарником. Рейган здобув перемогу над чинним Демократичним президентом Джиммі Картером на президентських виборах 1980 року, і Буш вступив в посаду віце-президента в 1981 році. Буш користувався теплими відносинами з Рейганом, і як віце-президент служив в якості важливого радника зробивши численні публічні виступи від імені Рейгана.

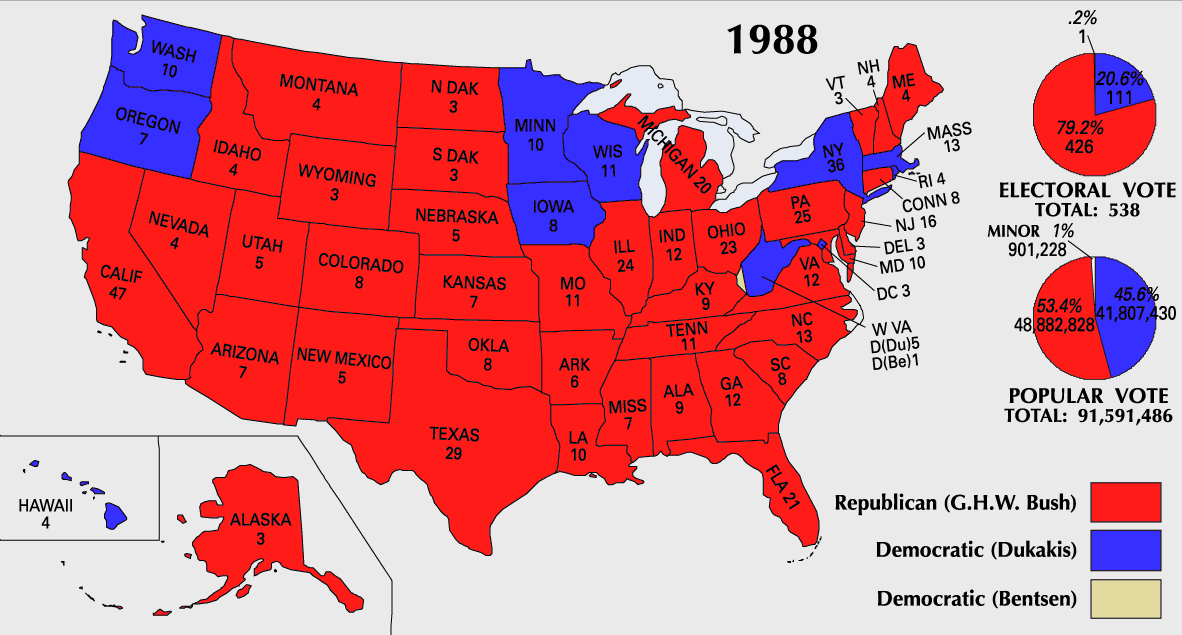
Результати виборів 1988 року.

Буш вступив у республіканські праймеріз в 1988 році в жовтні 1987 року. Він пообіцяв забезпечити «стійке, досвідчене керівництво», і Рейган приватно підтримав його кандидатуру. Основними конкурентами Буша в республіканській номінації були лідер сенатської меншини Боб Доул з Канзасу, конгресмен Джек Кемп з Нью-Йорка та християнський телеєвангелист Пет Робертсон. Незважаючи на те, що він вважався першим переможцем на номінацію, Буш посів третє місце в штаті Айова, позаду Доула та Робертсона. Частково завдяки фінансовій перевазі над Доулом, Буш відскочив перемогою в первинному Нью-Гемпширі, потім виграв Південну Кароліну та 16 із 17 штатів, які провели першості у Супервівторок. Конкуренти Буша випали з гонки незабаром після Супервівторка.
Буш, якого періодично критикували за відсутність красномовства в порівнянні з Рейганом, виголосив добре прийняту промову на Республіканській національній конвенції 1988 року. Він відомий як «тисяча точок світла», він описував бачення Бушем Америки: він схвалював Залог вірності, молитву в школах, смертну кару та зброю. Буш також пообіцяв, що він не буде стягувати податки, заявивши: «Конгрес підштовхне мене до підвищення податків, а я скажу „ні“, і вони підштовхнуть знову, а я скажу „ні“, і вони знову підштовхнуть. І все, що я можу сказати їм, — це читайте по моїх губах. Ніяких нових податків». Буш вибрав маловідомого сенатора Дена Квейла з Індіани як свого віце-президента. Хоча Квейл зробив малий внесок у Конгресі, він користувався популярністю серед багатьох консерваторів, і команда Буша сподівалася, що Квейл сподобається молодим виборцям.
У той час як Буш здобув швидку перемогу в республіканських праймеріз, багато хто в пресі називав кандидатів у президенти від демократів як «сім гномів» через брак помітних партійних лідерів на місцях. Сенатор Тед Кеннеді та губернатор Маріо Куомо відмовилися вступати у змагання, в той час як кампанії колишнього сенатора Гері Харта та сенатора Джо Байдена закінчилися суперечками. Зрештою, губернатор Майкл Дукакіс, відомий тим, що головував на економічному повороті в штаті Массачусетс, став висунутим кандидатом у президенти від Демократичної партії, перемігши Джессі Джексона, Аль Гора та кількох інших кандидатів. Лідируючи на виборах, Дукакіс розпочав кампанію з низьким рівнем ризику, яка виявилася неефективною. Під керівництвом стратега Лі Атвотера кампанія Буша атакувала Дукакіса як непатріотичного ліберального екстреміста. Кампанія захопила Віллі Хортона, засудженого злочинця з штату Массачусетс, який зґвалтував дружину, перебуваючи у тюремній відпустці, кампанія Буша стверджувала, що Дукакіс головував у «револьверних дверях», що дозволило небезпечним засудженим злочинцям вийти з в'язниці. Дукакіс завдав шкоди власній кампанії широким знущанням з їзди в танку M1 Abrams та поганою роботою під час других президентських дебатів.
Буш переміг Дукакіса з великим відривом, 426 голосів в Колегії виборців, і 53,4 відсотка голосів загальнонаціонального голосування. Буш домінував у всіх основних регіонах країни, але особливо на Півдні. Він став першим діючим віце-президентом, який був обраний президентом, після Мартіна ван Бюрена на 1836 році.

## Інавгурація

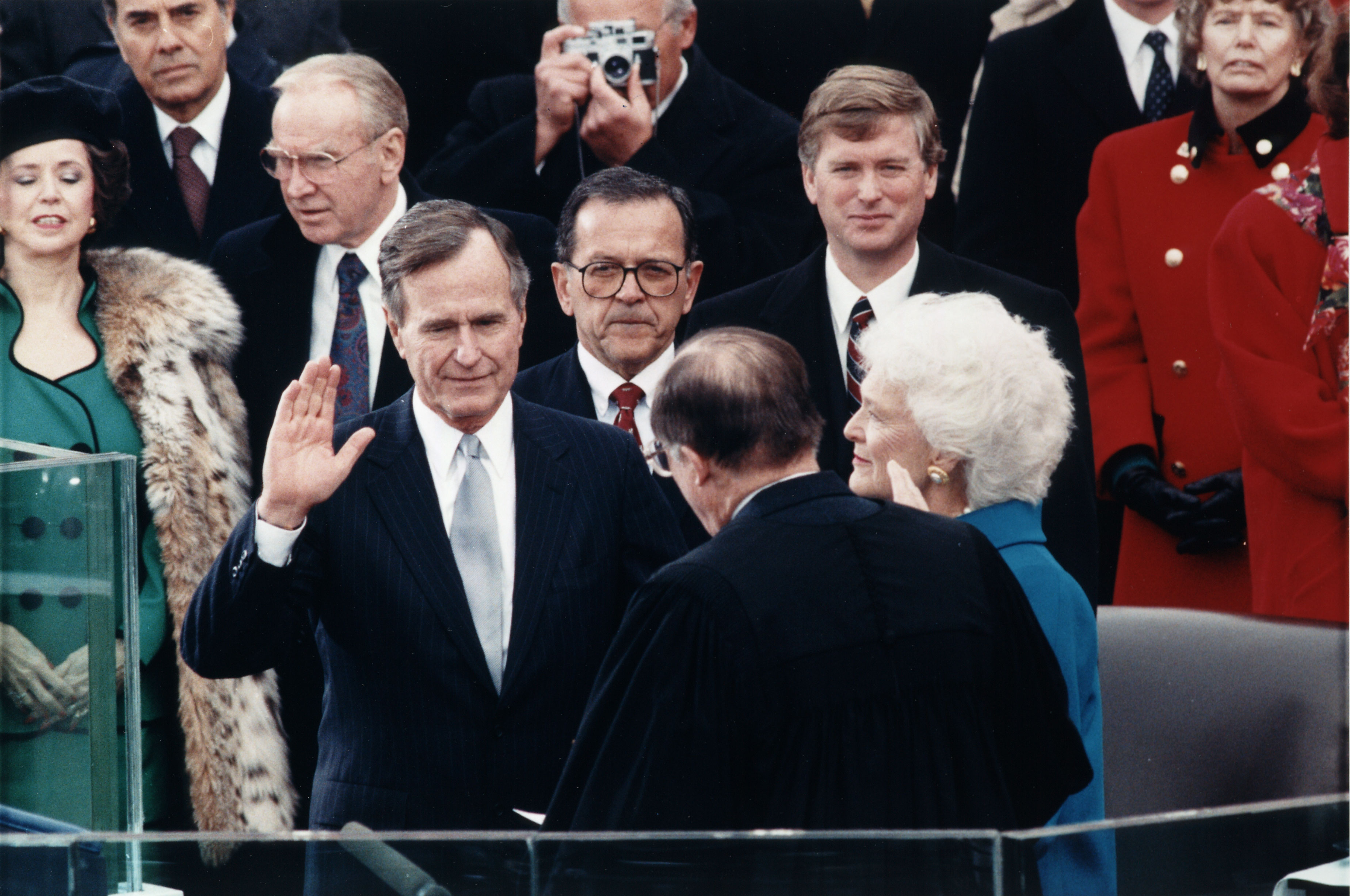
Головний суддя Вільям Ренквіст, приймає присягу президента Буша під час інавгураційної церемонії в Капітолії США, 20 січня 1989 року.

Буш був приведений до присяги 20 січня 1989 року, змінивши Рональда Рейгана. Він вступив на посаду в період змін у світі: падіння Берлінської стіни та розпад Радянського Союзу пройшли на початку його президентства. У своєму вступному слові Буш сказав:
Я виходжу перед вами і припускаю, що моє президентство буде в момент, багатий обіцянками. Ми живемо у мирний, процвітаючий час, але можемо зробити це кращим. Бо дує новий вітер, і світ, освіжений свободою, здається відродженим, бо в людському серці, якщо не насправді, день диктатора закінчився. Тоталітарна епоха проходить, його старі ідеї здуваються, як листи від стародавнього, неживого дерева. Новий вітер дме, і нація, освіжена свободою, готова продовжувати. Існує нова земля, яку потрібно зруйнувати, і потрібно вжити нових заходів.

## Адміністрація
Першим головним призначенням Буша було призначення Джеймса Бейкера на посаду державного секретаря, Бейкер був найближчим другом Буша і виконував обов'язки керівника апарату Білого дому Рейгана. Перший вибір Буша на посаду міністра оборони, Джон Тауер, був відхилений Сенатом. Натомість керівництво Міністерства оборони перейшло до Діка Чейні, який раніше обіймав посаду начальника штабу Джеральда Форда, а згодом обійняв посаду віце-президента при Джорджі Буші молодшому. Кемп приєднався до адміністрації на посаді секретаря з питань житлово-комунального господарства, тоді як Елізабет Доул, дружина Боба Доула і колишній міністр транспорту, стала міністром праці при Буші. Буш утримував кількох чиновників Рейгана, серед яких міністр фінансів Ніколас Ф. Брейді, генеральний прокурор Дік Торнбург і міністр освіти Лауро Кавазос.
Як і більшість його попередників з часів Річарда Ніксона, Буш концентрував виконавчу владу у Виконавчому бюро президента. Губернатор штату Нью-Гемпшир Джон Х. Сунуну, рішучий прихильник Буша під час кампанії 1988 року, став начальником штабу. Сунуну контролював внутрішню політику адміністрації до його відставки в 1991 році. Річард Дарман, який раніше служив у відділі казначейства, став директором Управління та бюджету. Брент Скоукрофт був призначений радником з національної безпеки, а також роль, яку він обіймав при Форді. Після епохи Рейгана Іран-контрас Буш та Скроукрофт реорганізували Раду національної безпеки, покладаючи на неї владу як важливий орган, що розробляє політику. Заступник Скоукрофта, Роберт Гейтс, став впливовим членом Ради національної безпеки. Іншим важливим радником із зовнішньої політики був генерал Колін Пауелл, колишній радник з національної безпеки, якого Буш обрав головою Об'єднаних начальників штабів у 1989 році.
Починаючи з середини травня 1991 року, з'явилося кілька згубних історій про Сунуну, багато з яких стосувалися поїздок, що фінансували платники податків на літаках ВПС. Буш неохоче звільнив Сунуну до грудня 1991 року, коли Сунуну був змушений піти у відставку. Міністр транспорту Самуель К. Скіннер, який заробив хвалу за поводження з розливом нафти Ексон Вальдез, замінив Сунуну на посаді начальника апарату. Клейтон Йюттер також приєднався до адміністрації як радник президента з питань внутрішньої політики.
Віце-президент Квейл насолоджувався теплими відносинами з Бушем, і служив зв'язком із членами Конгресу. Однак його вплив не конкурував з такими провідними співробітниками та членами кабінету, як Бейкер та Сунуну. З Квейла часто знущалися над його словесними гафами, і опитування думки, проведені в середині 1992 року, показали, що він є найменш популярним віце-президентом з моменту Спіро Агню. Деякі республіканці закликали Буша скинути Квейла з кандидатури в 1992 році, але Буш вирішив, що обрання нового партнера буде помилкою.

## Судові призначення

### Верховний Суд
Буш призначив двох суддів до Верховного Суду США. У 1990 році Буш призначив майже невідомого апеляційного суддю штату Девіда Саутера на заміну ліберальному Вільяму Бренану. Саутер розглянув питання про вакантність Верховного суду завдяки зусиллям начальника апарату Сунуну, товариша з Нью-Гемпширу. Саутер був легко підтверджений і служив до 2009 року, але приєднався до ліберального блоку суду, розчарувавши Буша. У 1991 році Буш призначив консервативного федерального суддю Кларенса Томаса на зміну Тургуду Маршаллу, давно ліберальному прихильнику. Томас, колишній керівник Комісії з рівних можливостей зайнятості (EEOC) зіткнувся з сильною протидією в Сенаті, а також з групами, що пропонують вибір, та NAACP. Його висунення зіткнулося з черговою складністю, коли Аніта Хілл звинуватила Томаса в сексуальному домаганні її за час його перебування на посаді голови ЕЕOK. Томас виграв підтвердження у вузькому голосуванні 52-48, 43 республіканці та 9 демократів проголосували за підтвердження кандидатури Томаса, тоді як 46 демократів та 2 республіканці проголосували проти підтвердження. Томас став одним із найбільш консервативних суддів своєї епохи.

### Інші суди
Окрім двох призначень до Верховного Суду, Буш призначив 42 суддів до апеляційних судів Сполучених Штатів та 148 суддів окружних судів Сполучених Штатів. Серед цих призначень були майбутні судді Верховного Суду Семюел Аліто, а також Вон Р. Уокер, який згодом був визнаний як найдавніший відомий федеральний суддя гей. Буш також зазнав низку суперечок щодо призначення судових рішень, оскільки 11 кандидатур на 10 федеральних апеляційних суддів не оброблялися Комітетом з питань управління судом Сенату. Тим не менш, наприкінці терміну перебування на посаді Буша республіканські кандидатури складали більшість членів кожного з тринадцяти федеральних апеляційних судів.

## Зовнішні справи

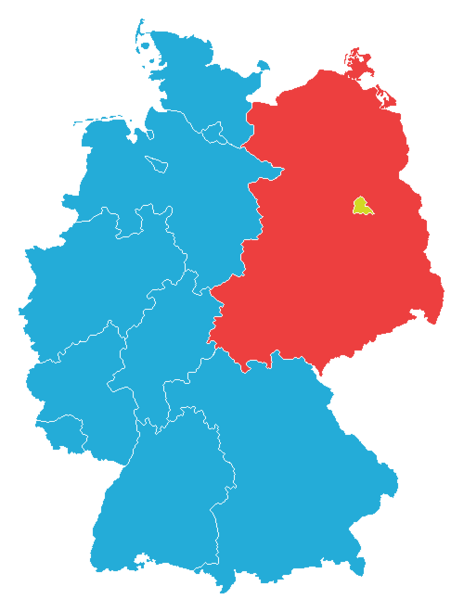
Карта, що показує поділ Східної та Західної Німеччини до 1990 року, із Західним Берліном жовтого кольору.

### Кінець холодної війни

#### Падіння Східного блоку
Рейган та генеральний секретар Радянського Союзу Михайло Горбачов послабили напруження в холодній війні під час другого терміну Рейгана, але Буш спочатку скептично ставився до радянських намірів. Протягом першого року перебування на посаді Буш проводив те, що в Союзі називали «паузою», перервою в політиці Рейгана на розряд. Поки Буш здійснював свою політику «паузи» у 1989 році, радянські супутники у Східній Європі кинули виклик радянському пануванню. У 1989 році комуністичні уряди впали в Польщі, Угорщині, Чехословаччині, а уряди Болгарії та Румунії розпочали основні реформи. У листопаді 1989 р. Уряд Східної Німеччини відкрив Берлінську стіну, і згодом її знесли берлінці. Багато радянських лідерів закликали Горбачова придушити дисидентів у Східній Європі, але Горбачов відмовився направляти радянських військових, фактично відмовившись від доктрини Брежнєва. США не брали безпосередньої участі в цих потрясіннях, але адміністрація Буша уникала появи злорадства над падінням Східного блоку, щоб уникнути подальших демократичних реформ. Буш також допоміг переконати польських лідерів дозволити проведення демократичних виборів і став першим діючим президентом США, який відвідав Угорщину.
До середини 1989 року, коли у Східній Європі спалахнуло заворушення, Буш попросив зустрічі з Горбачовим, і вони домовились про проведення в грудні 1989 року саміту Мальти. Після саміту в Мальті Буш прагнув до співпраці з Горбачовим впродовж усього його президентства, вважаючи, що радянський лідер є ключем до мирного припинення панування радянської влади у Східній Європі. Ключовим питанням на саміті в Мальті було потенційне возз'єднання Німеччини. Поки Британія та Франція насторожено ставилися до об'єднаної Німеччини, Буш відправився на возз'єднання Німеччини разом із канцлером Західної Німеччини Гельмутом Колем. Горбачов також протистояв ідеї возз'єднання Німеччини, особливо якщо вона стане частиною НАТО, але потрясіння минулого року перемогли його владу вдома та за кордоном. Горбачов погодився провести переговори «Два плюс чотири» між США, Радянським Союзом, Францією, Британією, Західною Німеччиною та Східною Німеччиною, які розпочалися в 1990 році. Після широких переговорів Горбачов врешті погодився дозволити возз'єднанній Німеччині бути частиною НАТО. З підписанням Договору про остаточне врегулювання з повагою до Німеччини Німеччина офіційно возз'єдналася в жовтні 1990 р.

#### Розпад Радянського Союзу

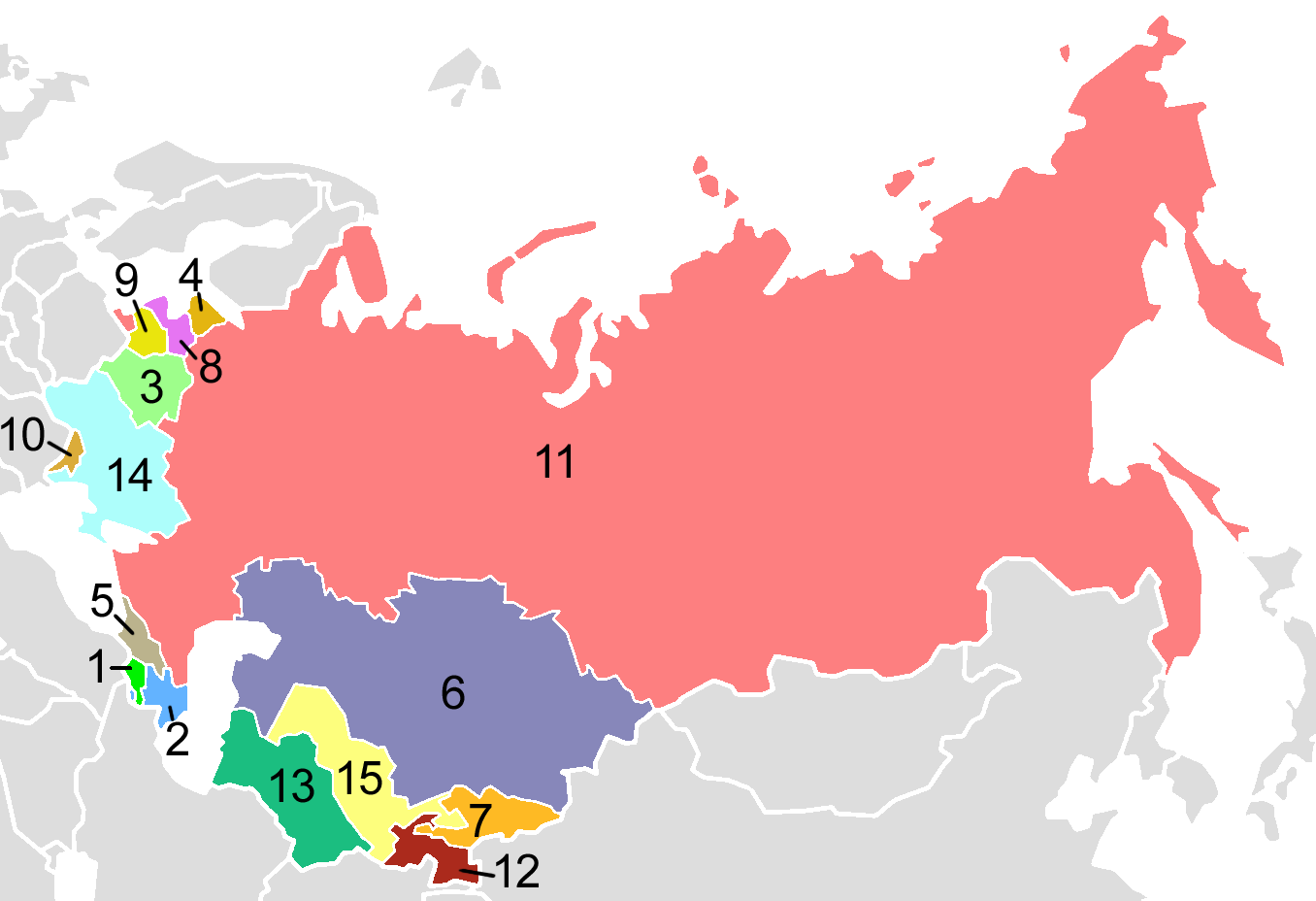
Радянський Союз у 1991 році розпався на п'ятнадцять незалежних республік

Хоча Горбачов примирився до демократизації радянських держав-супутників, він придушив націоналістичні рухи всередині Радянського Союзу. Радянський Союз окупував і приєднав Прибалтику з Литви, Латвії та Естонії в 1940-х роках, і багато громадян цих країн ніколи не визнавали радянську владу. Проголошення незалежності Литви у березні 1990 року було рішуче проти Горбачова, який побоювався, що Радянський Союз може розпатися, якщо він дозволить незалежність Литви. США ніколи не визнавали радянської інкорпорації прибалтійських країн, а криза в Литві залишила Буша у важкому становищі. Бушу була потрібна співпраця Горбачова у справі возз'єднання Німеччини, і він побоювався, що розпад Радянського Союзу може залишити ядерну зброю в небезпечних руках. Адміністрація Буша м'яко протестувала проти придушення Горбачовим руху за незалежність Литви, але не вживала жодних дій щодо прямого втручання. Буш попередив рухи незалежності про розлад, який може статися з відокремленням від Радянського Союзу, у зверненні 1991 р., яке критики позначили «Котлета по-київськи», він застеріг від «суїцидального націоналізму».
У липні 1991 р. Буш та Горбачов підписали Договір про стратегічне скорочення озброєнь (START I), першу велику угоду про озброєння після Договору про ядерні сили 1987 року. Обидві країни погодилися скоротити свою стратегічну ядерну зброю на 30 відсотків, і Радянський Союз пообіцяв зменшити свою міжконтинентальну балістичну ракетну зброю на 50 відсотків. У серпні 1991 року комуністи розпочали переворот проти Горбачова, поки переворот швидко розпався, він зламав владу Горбачова та центральну радянську владу. Пізніше того ж місяця Горбачов пішов у відставку з посади генерального секретаря Комуністичної Партії, а президент Росії Борис Єльцин наказав вилучити радянське майно. Горбачов чіплявся за владу президента Радянського Союзу до грудня 1991 року, коли Радянський Союз остаточно розпався. П'ятнадцять держав вийшли з Радянського Союзу, і з цих держав Росія була найбільшою і найбільш населеною. Буш та Єльцин познайомилися в лютому 1992 року, оголосивши нову еру «дружби та партнерства». У січні 1993 р. Буш та Єльцин домовились про START II, який передбачав подальше скорочення ядерної зброї поверх попереднього договору.
Радянський Союз і США вважалися двома наддержавами епохи «холодної війни», з розпадом Радянського Союзу деякі почали позначати Сполучені Штати як «гіпердержаву». Політолог Френсіс Фукуяма припускав, що людство досягло «кінця історії» в тій ліберальній, капіталістичній демократії, яка назавжди перемогла над комунізмом і фашизмом. Однак розпад Радянського Союзу та інших комуністичних урядів призвів до конфліктів у Центральній Європі, Східній Європі, Центральній Азії та Африці. Югославські війни спалахнули у 1991 р., коли декілька республік Югославії прагнули незалежності, а адміністрація Буша підтримала зусилля щодо полегшення та спроби сприяти досягненню миру.

### Війна в Перській затоці

#### Операція Буря в пустелі

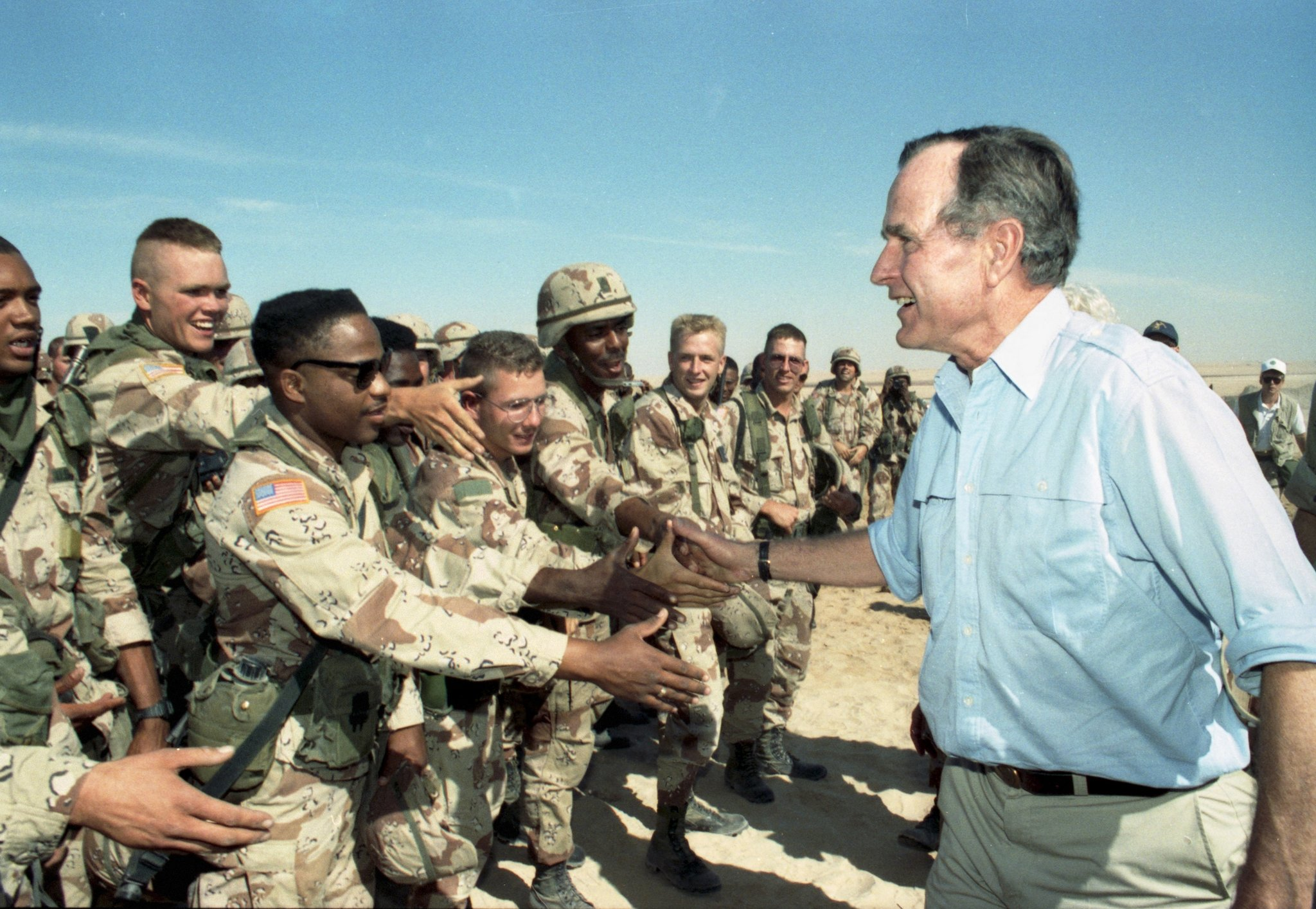
Президент Буш відвідав американські війська в Саудівській Аравії в День Подяки 1990 року

У січні 1991 р. Буш попросив Конгрес схвалити спільну резолюцію, яка дозволить війну проти Іраку. Буш вважав, що резолюція ООН вже надала йому необхідний дозвіл на початок військової операції проти Іраку, але він хотів показати, що нація об'єдналася за військовими діями. Виступаючи перед спільною сесією Конгресу з приводу дозволу на повітряні та сухопутні атаки, Буш виклав чотири безпосередні завдання: «Ірак повинен вийти з Кувейту повністю, негайно і без будь-яких умов. Легітимний уряд Кувейту повинен бути відновлений. Безпека та стабільність Перської затоки повинна бути забезпечена. І американські громадяни за кордоном повинні бути захищені». Потім він окреслив п'яту, довгострокову мету: «З цих проблемних часів може з'явитися наша п'ята мета — новий світовий порядок: нова ера — звільнитися від загрози терору, сильніша у прагненні справедливості тощо» Епоха, в якій нації світу, Сходу і Заходу, Півночі та Півдня можуть процвітати і жити в гармонії… Світ, де верховенство закону витісняє верховенство джунглів. Світ, в якому нації визнають спільну відповідальність за свободу та справедливість. Світ, де сильні шанують права слабких". Незважаючи на протидію більшості демократів і в Палаті, і в Сенаті, Конгрес схвалив дозвіл на використання військової сили проти резолюції Іраку 1991 року.
Після закінчення терміну, що відбувся 15 січня, без виходу Іраку з Кувейту, сили США та коаліції розпочали тридцяти дев'яти денний обстріл столиці Іраку Багдаду та інших іракських позицій. Вибух спустошив іракську електромережу та мережу зв'язку та призвів до дезертирства близько 100 000 іракських солдатів. В якості помсти Ірак запустив ракети Scud на Ізраїль та Саудівську Аравію, однак більшість ракет не нанесло шкоди. 23 лютого коаліційні сили почали наземне вторгнення в Кувейт, виселивши іракські сили до кінця 27 лютого. Під час військових дій загинуло близько 300 американців, а також приблизно 65 солдатів з інших країн коаліції. 3 березня було організовано припинення вогню, і ООН ухвалила резолюцію про створення миротворчих сил у демілітаризованій зоні між Кувейтом та Іраком. У березні 1991 року опитування Геллапа показало, що Буш отримав рейтинг схвалення 89 відсотків, що є найвищим рейтингом схвалення президента за всю історію опитування Геллапа.
Під час військових дій коаліційні сили не переслідували іракські сили через кордон, залишивши Хусейна та його елітну республіканську гвардію під контролем Іраку. Буш пояснив, що він не давав наказу скинути уряд Іраку, оскільки це «понесло б незмінні людські та політичні витрати… Ми були б змушені окупувати Багдад і фактично правити Іраком». Його рішення не атакувати залишається спірним. Як зазначив міністр оборони Чейні, «раз ми округлили Хуссейна і позбулися його уряду, тоді питання полягає в тому, що ви ставите на його місце?» У період після війни, адміністрація Буша закликала бунти проти Іраку, а також курдів і шиїтів арабів проти Хусейна. США відмовилися втручатися у заколот, і Хуссейн жорстоко придушив повстання. Після 1991 року ООН підтримувала економічні санкції проти Іраку, і Спеціальна комісія ООН була призначена забезпечити, щоб Ірак не відновив свою зброю для програми масового знищення.

### Китай
Одним із пріоритетів Буша було зміцнення відносин між США та Китайською Народною Республікою (КНР), і Буш розвинув теплі стосунки з китайським лідером Ден Сяопіном до вступу на посаду. Незважаючи на особисту взаємодію між Бушем і Денгом, питання прав людини становили серйозний виклик для політики Буша в Китаї. У середині 1989 року студенти та інші люди протестували проти Демократії та інтелектуальної свободи у двохстах містах КНР. У червні 1989 р. Народно-визвольна армія жорстоко придушила демонстрацію в Пекіні внаслідок того, що стало відомим як розправа на площі Тяньаньмень. Буш прагнув підтримувати добрі стосунки з КНР, яка все більше наближалася до Сполучених Штатів з 1970-х років, але його обурило поводження з протестами КНР. У відповідь на різанину на площі Тяньаньмень США ввели економічні санкції та перервали військові зв'язки. Таємний тиск з боку Буша та японського уряду врешті-решт допоміг переконати КНР звільнити ув'язнених дисидентів.

### Північноамериканська зона вільної торгівлі
Основна стаття: Північноамериканська зона вільної торгівлі
У 1987 р. США та Канада уклали угоду про вільну торгівлю, яка усунула багато тарифів між двома країнами. Президент Рейган задумав це як перший крок до розширення торговельної угоди для усунення більшості тарифів між США, Канадою та Мексикою. Мексика пручалася залучатися в договір в той час, але Карлос Салінас висловив готовність вести переговори щодо угоди про вільну торгівлю після того, як він вступив в посаду в 1988 році. Адміністрація Буша разом з Прогресивно Консервативним канадським прем'єр-міністром Браяном Малруні очолили переговори щодо Північноамериканської угоди про вільну торгівлю (NAFTA) з Мексикою. Окрім зниження тарифів, пропонований договір обмежуватиме патенти, авторські права та торговельні марки.
У 1991 рік Буш прагнув швидко відслідковувати владу, яка дає президенту право представити угоду про міжнародну торгівлю Конгресу без можливості внесення поправок. Незважаючи на опозиційність конгресу на чолі з лідером більшості Діком Гефардом, обидві палати Конгресу проголосували за надання Бушу повноважень. NAFTA була підписана в грудні 1992 року, після того як Буш програв переобрання але, президент Клінтон виграв ратифікацію NAFTA в 1993 році.NAFTA залишається суперечливою за вплив на зарплату, робочі місця та загальний економічний ріст.

## Внутрішні справи
Зіткнувшись з кількома питаннями, Буш утримувався від пропонування основних вітчизняних програм під час перебування на посаді. Однак він часто використовував вето президента і використовував загрозу вето для впливу на законодавство.

### Економіка
Економіка США, як правило, успішно працювала з часу виходу із спаду в кінці 1982 року, але, перейшла у легкий спад у 1990 році. Рівень безробіття зріс з 5,9 відсотка в 1989 році до максимального рівня 7,8 відсотка в середині 1991 року. Ряд високооголошених ранніх звільнень таких компаній, як «Етна», призвели до того, що дехто називав це «рецесією». Насправді, до кінця 1991 року було втрачено понад мільйон робочих місць у порівнянні з приблизно 200 000 робочих місць, втрачених за співвідношення 5 до 1. Тим не менш, це порівняно з рецесією «білого комірця», ніж рецесія з подвійним зниженням на початку 1980-х. Пояснення щодо економічного уповільнення різнилися, деякі прихильники Буша звинувачували голову Федеральної резервної системи Алана Грінспана в тому, що він не зміг знизити процентні ставки.
Великий федеральний дефіцит, що виник у роки Рейгана, зріс із 152,1 млрд. Дол. У 1989 р. до 220 млрд. Дол. США за 1990 рік. Оскільки громадськість все більше переймалася економікою та іншими внутрішніми справами, добре сприйняте Бушем питання зовнішньої справи стало меншою проблемою для більшості виборців. Кілька конгресів республіканців та економістів закликали Буша реагувати на спад, але адміністрація не змогла розробити економічний план.
| Рік  | Дохід  | Витрати | Надлишок / Дефіцит | ВВП    | Борг як% від ВВП |
| ---- | ------ | ------- | ------------------ | ------ | ---------------- |
| 1989 | 991.1  | 1143.7  | -152.6             | 5570.0 | 39.3             |
| 1990 | 1032.0 | 1253.0  | -221.0             | 5914.6 | 40.8             |
| 1991 | 1055.0 | 1324.2  | -269.2             | 6110.1 | 44.0             |
| 1992 | 1091.2 | 1381.5  | -290.3             | 6434.7 | 46.6             |
| 1993 | 1154.3 | 1409.4  | -255.1             | 6794.9 | 47.8             |

### Освіта
Хоча Буш взагалі утримувався від великих пропозицій щодо нових вітчизняних програм, він заявив про намір бути президентом з питань освіти та навколишнього середовища. Доповідь 1983 року під назвою «A Nation at Risk» викликає занепокоєння якістю американської освітньої системи. Буш запропонував Закон про здобуття освіти 1989 р. План нагородження високоефективних шкіл федеральними грантами та надання підтримки для створення шкіл-магнітів. Освітня платформа Буша полягала в основному з надання федеральної підтримки різноманітних нововведень, таких як відкрите зарахування, заохочувальна оплата видатних вчителів та винагорода для шкіл, що покращують результативність дітей з малозабезпеченими дітьми. Консерватори, які взагалі прагнули зменшити роль федерального уряду в освіті, виступили проти законопроєкту. Ліберали виступили проти запропонованих ваучерів для приватних шкіл, з обережністю ставились до тестування учнів, спрямованого на забезпечення вищих освітніх стандартів, і виступали за більш високий рівень федеральних витрат на освітні програми для меншин та економічно неблагополучних. Буш вважав, що витрати на освіту в першу чергу повинні нести державні та місцеві органи влади, і він не підтримує кардинального підвищення загального рівня федерального фінансування освіти. Через відсутність підтримки як лібералів, так і консерваторів Конгрес не діяв на його пропозиції щодо освіти. Пізніше Буш представив добровільну програму «Америка 2000», яка прагнула об'єднати лідерів бізнесу та місцевого самоврядування навколо реформи освіти. Незважаючи на те, що Буш не прийняв основного пакету освітніх реформ під час свого президентства, його ідеї вплинули на пізніші реформаторські зусилля, включаючи Цілі 2000 та Закон про освіту.

### Громадянські права

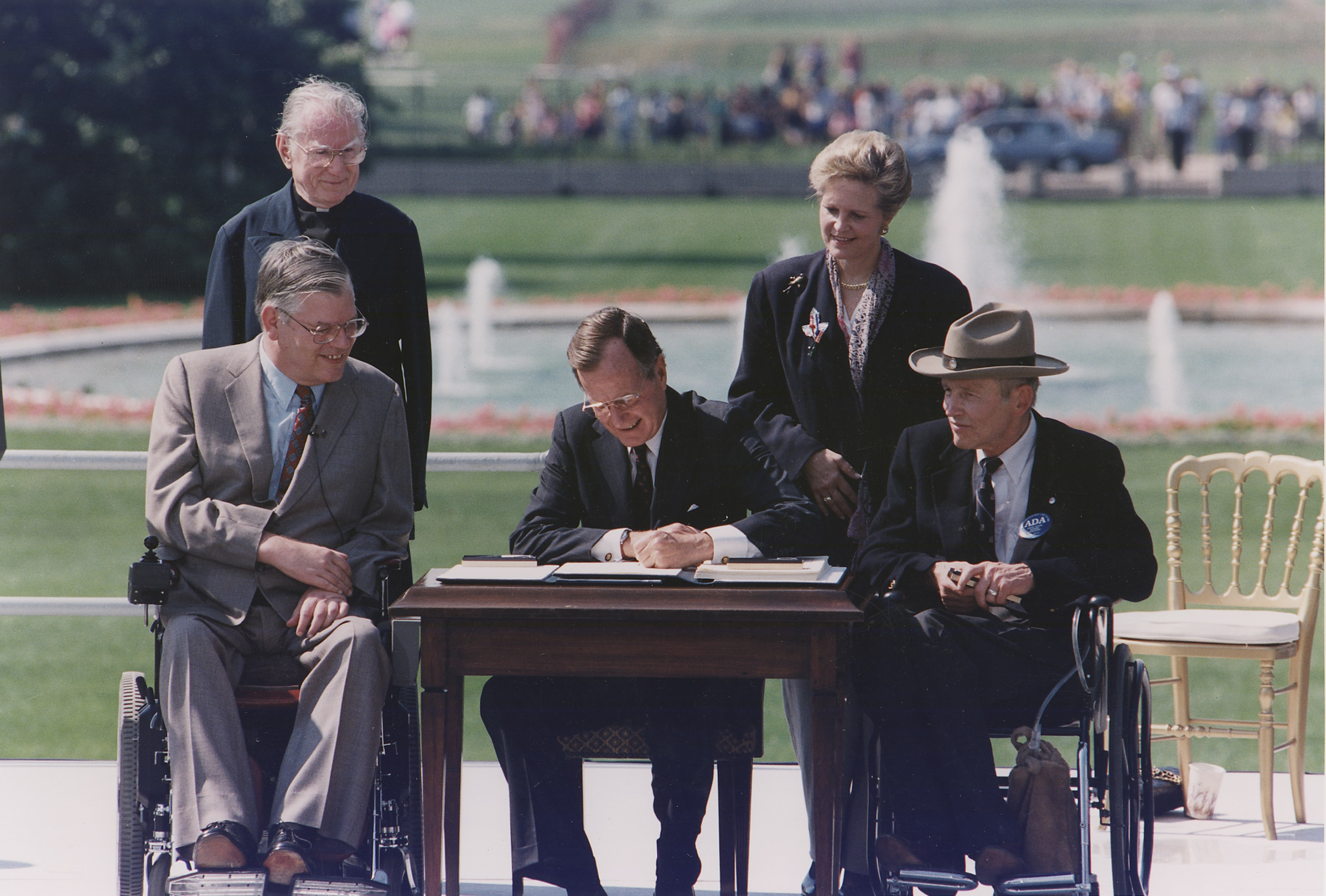
Буш підписує закон про американців з інвалідністю 1990 року

Інваліди не отримали правовий захист в відповідно з епохальним Законом про громадянські права 1964 року, і багато хто стикався з дискримінацією і сегрегацією, коли Буш вступив на посаду. У 1988 році Лоуелл П. Вайкер-молодший та Тоні Коельо ввели закон про американців з обмеженими фізичними можливостями, який забороняв дискримінацію в галузі зайнятості щодо кваліфікованих осіб з обмеженими можливостями. Законопроєкт був прийнятий Сенатом, але не Палатою, і він був знову введений в 1989 році. Хоча деякі консерватори виступили проти законопроєкту через його витрати та потенційне навантаження на бізнес, Буш рішуче підтримав його, почасти тому, що його син Ніл боровся з дислексією. Після прийняття законопроєкту обома палатами Конгресу Буш підписав його, Закон про американців з інвалідністю 1990 року прийняв закон у липні 1990 року. Цей закон вимагав від роботодавців та громадських приміщень зробити «розумне житло» для інвалідів, при цьому передбачаючи виняток, коли таке житло накладало «надмірні труднощі».
Після того, як Верховний Суд виніс постанови, які обмежували виконання дискримінації у сфері зайнятості, сенатор Тед Кеннеді прийняв законопроєкт про цивільні права, покликаний сприяти порушенню позовів про дискримінацію в галузі зайнятості. Наклавши вето на законопроєкт, Буш стверджував, що це призведе до расових квот при наймі на роботу. Конгрес не зміг подолати вето, але повторно вніс законопроєкт у 1991 році. У листопаді 1991 року Буш підписав Закон про цивільні права 1991 року, що значною мірою був подібний до законопроєкту, на який він наклав вето попереднього року.

### Навколишнє середовище
У червні 1989 року адміністрація Буша запропонувала законопроєкт про внесення змін до Закону про чисте повітря. Працюючи з лідером більшості у сенаті Джорджем Мітчеллом, адміністрація виграла поправки щодо опозиції членів Конгресу, орієнтованих на бізнес, які побоюються впливу жорстких регламентів. Законодавство прагнуло стримати кислотний дощ та смог, вимагаючи зменшення викидів хімічних речовин, таких як діоксид сірки. Цей захід був першим значним оновленням Закону про чисте повітря з 1977 року. Буш також підписав Закон про забруднення нафти 1990 року у відповідь на розлив нафти Ексон Вальдез. Однак Ліга виборців, що охороняють захист, критикувала деякі інші екологічні дії Буша, зокрема його протидію суворішим стандартам автопробігу.

### Президентські помилування
Як це робили інші президенти, Буш випустив низку помилувань в останні дні свого перебування на посаді. 24 грудня 1992 року він надав виконавчу послугу шести колишнім урядовим службовцям, причетним до справи Іран-Контрас кінця 1980-х років, найбільш помітного колишнього міністра оборони Каспара Вайнбергера. Буш охарактеризував Вайнбергера, над який повинен був відбутися суд 5 січня 1993 року, за кримінальні звинувачення, пов'язані з Іран-Контрас, як «справжнього американського патріота». Окрім Вайнбергера, Буш помилував Дуена Р. Кларріджа, Клер Е. Джорджа, Роберта К. Макфарлана, Елліотта Абрамса та Алана Фірса, усіх яких було обвинувачено та/або засуджено у кримінальних справах незалежним захисником на чолі з Лоуренсом Уолшем. Помилування фактично поклало кінець слідству Уолша щодо скандалу Іран-Контрас.

## Президентська кампанія 1992 року

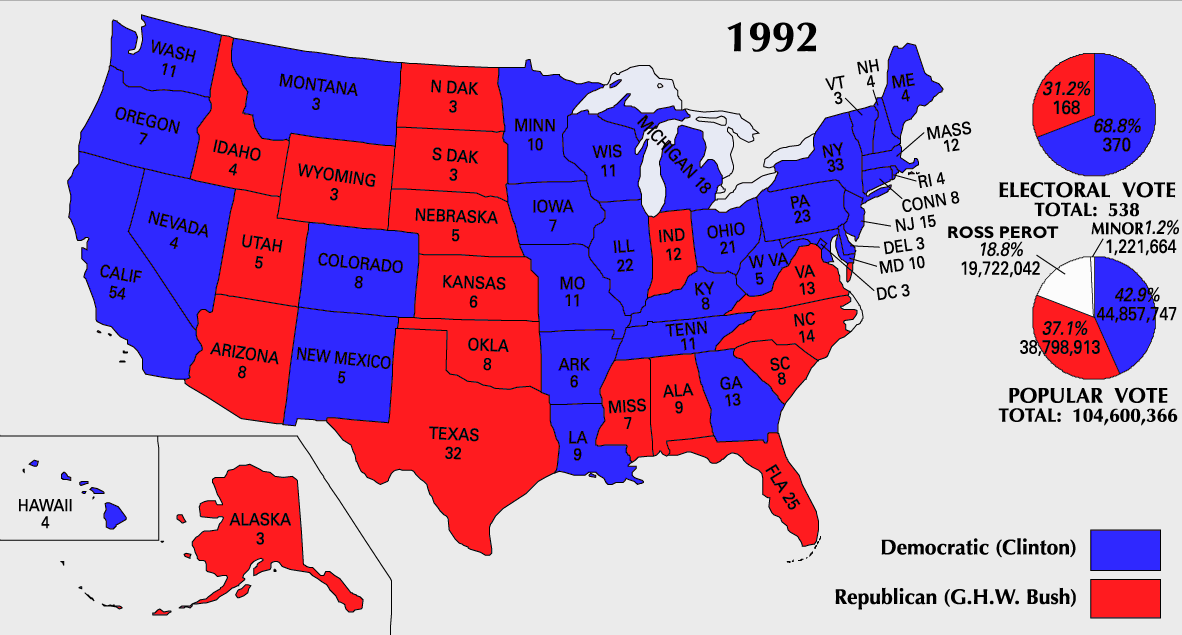
Результати виборів 1992 року.

Буш оголосив про переобрання на початку 1992 року. З перемогою коаліції у війні в Перській затоці та високими рейтингами схвалення, переобрання Буша спочатку виглядало ймовірним. Багато дослідників вважали, що демократичні сили навряд зможуть покращити результати з 1988 року. Як результат, багато провідних демократів, зокрема Маріо Куомо, Дік Гефхардт та Аль Гор, відмовилися домагатися кандидатури своєї партії в президенти. Однак підвищення податків Буша розлютило багатьох консерваторів, і він зіткнувся з викликом у республіканських праймеріз 1992 року. Консервативний політичний оглядач Пет Б'юкенен згуртував праву партію з нападами на тривалість Буша щодо податків та його підтримку Закону про громадянські права 1991 року. Б'юкенен шокований, спостерігаючи, закінчившу сильну позицію в республіканському першочерговому штаті Нью-Гемпшир. Буш відмовився від виклику Б'юкенена і виграв кандидатуру своєї партії на Республіканській національній конвенції 1992 р. Але конвенція прийняла соціально-консервативну платформу, під сильним впливом християнського права.
Оскільки економіка погіршувалася і рейтинг схвалення Буша знижувався, кілька демократів вирішили вступити до демократичних праймеріз 1992 року. Колишній сенатор Пол Цонгас зі штату Массачусетс виграв першочерговий штат Нью-Гемпшир, але губернатор Білл Клінтон з Арканзасу вийшов на посаду лідера демократів. Помірник, який був приєднаний до Ради демократичного лідерства (DLC), Клінтон виступав за реформу добробуту, зниження дефіциту та зниження податків для середнього класу. Клінтон витримав напади на його особисту поведінку і переміг Цонгаса, колишнього губернатора Каліфорнії Джеррі Брауна та інших кандидатів, щоб виграти демократичну номінацію. Клінтон обрав сенатора Аль Гора з Теннесі, як свого віце-президента. Опитування, проведене незабаром після Демократичної конвенції, показало, що Клінтон має двадцять балів. Клінтон зосередив свою кампанію на економіці, атакуючи політику Рейгана та Буша.
На початку 1992 року гонка сприйняла несподіваний поворот, коли техаський мільярдер Росс Перо виступив із сторонніми заявками, стверджуючи, що ні республіканці, ні демократи не змогли усунути дефіцит і зробити уряд більш ефективним. Його повідомлення звернулося до виборців з усього політичного спектру, розчарованих сприйнятою обома сторонами фіскальною безвідповідальністю. Перо пізніше зійшов з перегонів на короткий час, а потім повторно повернувся. Перо також напав на NAFTA, що, за його словами, призведе до великих втрат робочих місць. Перо вийшов з гонки в липні 1992 року, але знову приєднався до неї на початку жовтня.
Клінтон переміг на виборах, взявши 43 відсотки голосів народного голосування та 370 голосів виборців, а Буш — 37,5 відсотка голосів народного голосування та 168 голосів виборців. Перо виграв 19 % голосів населення, один із найвищих підсумків кандидата від третьої сторони в історії США, порівну від обох головних кандидатів, згідно з результатами опитування. Клінтон добре виступив на Північному Сході, Середньому Заході та Західному узбережжі, водночас ведучи найсильнішу демократичну кампанію на Півдні з виборів 1976 року. Буш здобув більшість південних штатів, а також переніс більшість гірських штатів і рівнин. На паралельних виборах до Конгресу демократи зберігали контроль як над Палатою представників, так і над Сенатом.
Для поразки Буша було важливо кілька факторів. Хвора економіка, що виникла з рецесії, можливо, була головним фактором втрати Буша, оскільки 7 із 10 виборців в день виборів заявили, що економіка або «не така хороша», або «погана». Напередодні виборів 1992 року рівень безробіття становив 7,8 %, що було найвищим показником з 1984 року. Кампанія переобрання Буша, яка більше не могла покладатися на Лі Атвотера через його смерть в 1991 році, можливо, була менш ефективною, ніж кампанія Буша 1988 року. Президенту було також пошкоджено відчуження багатьох консерваторів у його партії.

## Оцінка президентства

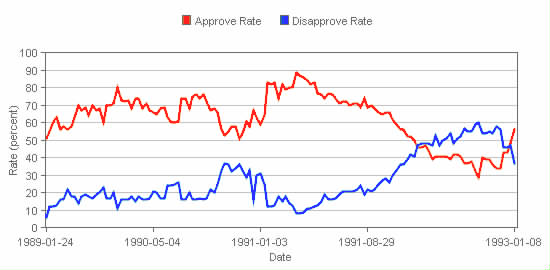
Рейтинги схвалення Буша (червоні) порівняно з його рейтингами несхвалення (сині) його чотирирічного президентства.

Буша широко сприймали як «прагматичного доглядача» президента, якому бракувало єдиної та переконливої довготривалої теми у його зусиллях. Дійсно, «звуковий укус» Буша, де він називає проблему всеосяжної мети як «річ із баченням», став метонімом, застосованим до інших політичних діячів, звинувачених у подібних труднощах. Стосовно демократичного Конгресу та великого дефіциту бюджету, Буш зосередив велику увагу на зовнішніх справах. Його здатність завоювати широку міжнародну підтримку війни в Перській затоці та результат війни розглядалися як дипломатичний та військовий тріумф викликаючи схвалення двох партій хоча його рішення відкликати війська без усунення Саддама Хуссейна залишало неоднозначні почуття, і увага поверталася до внутрішнього фронту та кризисної економіки. У період спаду на початку 1990-х його образ перемістився з «завойовчого героя» на «політика, збентеженого економічними питаннями».
Незважаючи на свою поразку, Буш не отримав низьких рейтингів схвалення в день виборів, він залишив свою посаду в 1993 році з 56 % рейтингом затвердження роботи. Найстарший син Буша, Джордж Буш, обіймав посаду 43-го президента країни з 2001 по 2009 рік. Буші були другими батьком та сином, які виконували функції президента, після Джона Адамса та Джона Квінсі Адамса. До грудня 2008 року 60 % американців дали позицію президенту Джорджу Бушу. У 2010-х Буша з повагою пам'ятали за готовність піти на компроміси, що протиставляло інтенсивно партизанській епосі, що слідувала за його президентством. Опитування істориків та політологів загалом склали рейтинг Буша як середнього президента. Опитування, проведене американською асоціацією політичних наук у 2018 році, визнало Буша 17 найкращим президентом. Опитування істориків C-Span у 2017 році визнало Буша 20-м найкращим президентом.
Річард Роуз описав Буша як президента «опікуна», а багато інших істориків та політологів аналогічно описали Буша як пасивного, відданого президента, який «значною мірою задоволений речами, якими вони були». Історик Джон Роберт Грін зазначає, що часті загрози вето Буша дозволяли йому впливати на законодавство. Буша широко розглядають як реаліста у міжнародних відносинах, Скоукрофт позначав Буша практикуючим «освіченим реалістом». Грін стверджує, що розгляд міжнародних питань адміністрації Буша характеризувався «гнучким реагуванням на події» під впливом реалізму Ніксона та ідеалізму Рейгана.

Підсумовуючи оцінки президентства Буша, Нотт пише:
Джордж Герберт Вокер Буш вступив у президенти як один з найбільш кваліфікованих кандидатів на посаду. Він мав довгу кар'єру як у внутрішній політиці, так і в закордонних справах, знав урядову бюрократію та вісім років практичної підготовки на посаді віце-президента. І все-таки, якщо успіх президента визначається перемогою на повторному виборі, Буш виявився невдалим, оскільки не зміг переконати американську громадськість дати йому ще чотири роки на посаді. Як правило, президентство Буша сприймається як успішне у зовнішніх справах, але розчарування у внутрішніх справах. У свідомості виборців його досягнень у зовнішній політиці було недостатньо, щоб затьмарити економічний спад, і в 1992 році американська громадськість проголосувала за зміни.